# 龚立人
龚立人（1906年2月7日—1947年10月17日），富察氏，满族，隶正白旗。幼年被父亲第十代硕肃亲王善祈送至日本，为原田拓山养子，改名原田立人。东京振武学校与士官学校毕业后，随日本陆军大臣至中国东北从事翻译、情资蒐集工作，协助日军在東三省的擴張掠奪。1932年于满州国担任军政外交部最高翻译官，抗日战争结束后，于1947年用钢笔剖腹自尽。

## 早年
龚立人于1906年（清 光绪三十二年）出生於吉林珲春，满族人，原姓富察，隶正白旗，是旺吉努孙哈什屯后世，第十代硕肃亲王善祈的第13子。善祈眼看清政府政权旁落，亟欲复兴，遂于1911年12月将年仅5岁的立人送至日本，做日籍友人原田拓山的养子，望加以调教，在日后复兴大清帝国。
立人接受养父所授的军事、情报、资料蒐集、文书行政等专业训练，并且有了一个日本名字：原田立人。原田立人进入日本东京振武学校与士官学校就读，受到了浓厚的军国主义教育的熏陶，笃信军国主义影响下的武士道精神。由于在学期间展现的语言天份，以及倚靠养父原田拓山的政治关系，原田立人在1930年毕业之后，开始为日本陆军大臣南次郎从事翻译工作。

## 翻译官生涯
1931年，原田立人随日本陆军大臣南次郎回到中国东北，并且首次化名为龚立人，成为日本军政府的间谍，以其专业能力蒐集、翻译了大量的情报与资料，帮助日本关东军对中国的侵略行为。
龚立人了参与多次关键性的秘密会议，包括与吉林省亲日政权长官熙洽的会谈，商定了将迎溥仪至东北，成立“满州国”复国方案，以及1932年与东北各省领袖于沈阳大和旅馆召开的“东北政务会议”，议定满州国未来的政权职务分配，龚立人于期间居中引线，整合东北派系間的政治关系。
同期间，龚立人结识了日本在北平的警务学堂总监之女须藤妙子，两人于旅顺成婚。

## 转向
1932年滿洲國成立之後，龚立人被任命为满州国军政外交部最高翻译官，这段时期，龚立人心中的爱国情绪空前膨胀，然而其心中的“国”仍然停留在“大清帝国”的概念之中，目睹满洲国政权实际上成为日本操控下毫无自主权的傀儡，这种爱国情绪与其工作形成了巨大的矛盾。摆荡于清傀儡政权的最高翻译官、卖国汉奸与日本军国主义的身分立场之间，龚立人开始转向批判日本关东军的侵华政策，并且利用职务权力释放了一些被关东军逮捕关押的中国人，包括国民政府情报机构驻新京联络员何志凯的全家。何志凯隶属中统谍报系统，在沈阳经营客栈作为掩护，供中统情报人员接头和中转情报之用。因事泄，何志凯全家被捕。何志凯被捕不久就供出了沈阳的全部国民政府情报体系，使其遭到毁灭性清剿。何志凯的出卖并没有换来宽恕，全家被日方送往731部队，拟作为细菌战的试验品。在危急时刻，龚立人出面活动，以何志凯同乡的名义拼命作担保，力称何志凯只是无意中被中统利用，其本人并不知情。龚立人没想到的是，这次营救何志凯的经历却成为他不幸结局的重要伏笔。
日军于是视立场摇摆的龚立人为危险份子，在1934年以职务调整之名將其遣返回日本东京，实施严密监视。但是龚立人在东京仍然收集着日本对满、对华政策的情报。他的这些秘密动作被日本妻子察觉，但是须藤妙子不仅没有告密，反而帮龚立人作掩护，并说："人生就像乱流中的一叶扁舟，下一刻不知被冲向何处，但是我将与夫君您共乘一条船，我追随和忠于的只有夫君您一个。"
1936年2月26日深夜，日本东京发生了举世震惊的226兵变。是夜，天降鹅毛大雪。由于首相冈田启介、天皇侍从长铃木贯太郎、财政大臣高桥是清等高官遇袭，警视厅用于监视和软禁龚立人的力量被紧急抽调去增援控制兵变，龚立人得以偕怀孕4个月的须藤妙子逃脱。他们乘着夜色，踏着厚厚的积雪，在东京的街头匆匆赶路，迎着驶过的军车雪白的灯光，与一队队的兵变士兵擦肩而过。纷飞的大雪让人睁不开眼睛，成了最好的掩护。龚立人与须藤妙子最终从东京湾坐船潜逃回中国，居住于天津，经营“蒲察茶室”，并继续暗中从事情资蒐集、秘密援救等工作，与满裔作家、民间组织、及各国外交情资人员均保持密切关系。

## 衰落
1937年7月7日，日军制造“卢沟桥事变”，开始全面侵华，次月武汉、广州沦陷。龚立人以茶室为掩护的情资工作在动荡严酷的抗战期间难以进行，经济收入也陷入困境。
龚立人与须藤妙子婚后育有一女一男，长女于一岁不到即夭折，次男在1941年失踪，从此下落不明。此后，须藤妙子的健康每况愈下，于1944年冬患肺炎不治。
1945年两颗原子弹轰炸日本长崎、广岛，8月15日中午，日本天皇裕仁广播《停战诏书》，宣布接受《波茨坦公告》所规定的各项条件，无条件投降。中国经过艰苦的八年抗日战争，终于取得胜利。八年期间，军队、平民伤亡2100万人，财产损失和战争消耗达1000亿美元。

## 翻译官之死
日本战败投降后，龚立人的岳父、前北平警务学堂总监于1945年9月5日吞枪自杀，留下的遗书中表达了对天皇的效忠，并讥讽了龚立人的立场暧昧、须藤家把妙子嫁给龚立人是耻辱。此时，龚立人的日本故交、满洲故交和内地故交也都出于各自立场不约而同地骂其为“三姓家奴”。由于龚立人在伪满政府中的任职经历，他也于1945年12月被国民政府拘捕，由于龚立人在华期间曾为日本军政府从事情资工作、担任高级翻译官，协助日本关东军对中国的侵略，因此1946年初被江苏高等法院判处协助通敌卖国罪，判处无期徒刑。
但从1947年初开始，龚立人被允许在狱中用打字机撰写回忆录，作为伪满政权运作的历史记录。并允许写信。
1947年9月，龚立人当年在满洲救下的中统联络员何志凯突然出现，指控龚立人是迫害、杀戮东北抗日力量的重要元凶，并编造了龚立人在沈阳警察局亲自指挥对何志凯严刑拷问、把抗日力量送往731进行灭绝的累累罪行。何志凯为掩盖当年熬不住刑，变节招供的丑陋历史，必须把罪责全部推到一个他现在能推到的人——龚立人身上。驱使他的既有害怕当年变节招供的历史败露的恐惧，也有对自己当年在牢狱中所受折磨的一种面向前伪满政权官员进行无差别复仇的心理。当他无法指控日本人时，他只有拿自己触得到的目标——龚立人开刀。
1947年10月17日深夜，狱中的龚立人在跟随其多年的打字机上留下中文、日文遗书各一，用钢笔剖腹自尽。尸检显示在剖腹之后历经了漫长而痛苦的数小时才死去。
1947年冬，龚立人生前在日本的好友将龚立人的骨灰携回日本，安葬于长野县安乐寺。